# میرعبدالله عباس‌اف
میرعبدالله عباس‌اف (ترکی آذربایجانی: Mirabdulla Abbasov؛ زادهٔ ۲۷ آوریل ۱۹۹۵) بازیکن فوتبال اهل جمهوری آذربایجان است.
از باشگاه‌هایی که در آن بازی کرده‌است می‌توان به باشگاه فوتبال نفتچی باکو اشاره کرد.
وی همچنین در تیم‌های ملی فوتبال زیر ۲۳ سال جمهوری آذربایجان و جمهوری آذربایجان بازی کرده‌است.